# Nares Thongkomol
Nares Thongkomol (thailändisch นเรศ ทองโกมล, * 29. September 1981) ist ein ehemaliger thailändischer Fußballspieler.

## Karriere
Nares Thongkomol stand von 2013 bis 2014 beim Ratchaburi Mitr Phol unter Vertrag. Wo er vorher gespielt hat, ist unbekannt. Der Verein aus Ratchaburi spielte in der höchsten thailändischen Liga, der Thai Premier League. Für Ratchaburi absolvierte er zwei Erstligaspiele.
Am 1. Januar 2015 beendete er seine Karriere als Fußballspieler.